# Gigi Radics
Gigi Radics, nata Georgina (Endrefalva, 17 agosto 1966), è una cantante ungherese.

## Biografia
Radics ha incrementato la propria visibilità nel 2012 con la propria vittoria a Megasztár, in seguito alla quale viene reso disponibile il primo album in studio Vadonatúj érzés, contenente la hit numero uno omonima, che si è posizionato al 3º posto della Album Top 40 slágerlista e che è stato certificato disco d'oro dalla Magyar Hangfelvétel-kiadók Szövetsége con più di 2 000 copie vendute. Lo stesso le ha valso due nomination nell'ambito del Fonogram Award, il principale riconoscimento musicale dell'Ungheria. È stata successivamente concorrente ad A Dal, il festival decretante il partecipante ungherese all'Eurovision Song Contest, per quattro edizioni.
Barna lány, il secondo LP, è divenuto quello di maggior successo dell'artista, avendo ricavato due dischi di platino dalla MAHASZ.

## Discografia

### Album in studio
- 2012 – Vadonatúj érzés
- 2014 – Barna lány
- 2017 – Vonzás

### Raccolte
- 2012 – Megasztár: A győztes dalai

### Singoli
- 2012 – Vadonatúj érzés
- 2013 – Daydream
- 2013 – Úgy fáj
- 2013 – Mire vársz
- 2013 – A szív dala (con Kati Wolf e Szonja Oroszlán)
- 2014 – Kapj el/Catch Me
- 2014 – Barna lány
- 2014 – Bolond ez a város
- 2015 – Nagy vörös szőnyeg
- 2017 – Végtelen hajó
- 2017 – Give Love Back
- 2018 – Budapest szerelem/Budapest Love
- 2020 – Újjászületünk
- 2020 – Egy vagy velem
- 2021 – Nem vagyok ilyen
- 2021 – A nagy semmi (feat. Burai)
- 2022 – Nem szóltál (con Viktor Király e Gerendás)
- 2022 – Kávé
- 2022 – Szív
- 2022 – Mozdulj
- 2022 – Együtt
- 2023 – Bűbáj
- 2023 – Vár rám a föld
- 2023 – Ne engedj el
- 2024 – Szép mosolyú lány (con Peti Marics)
- 2024 – Mit rejt az ég? (feat. Te Vaka)